# سیلفیوم

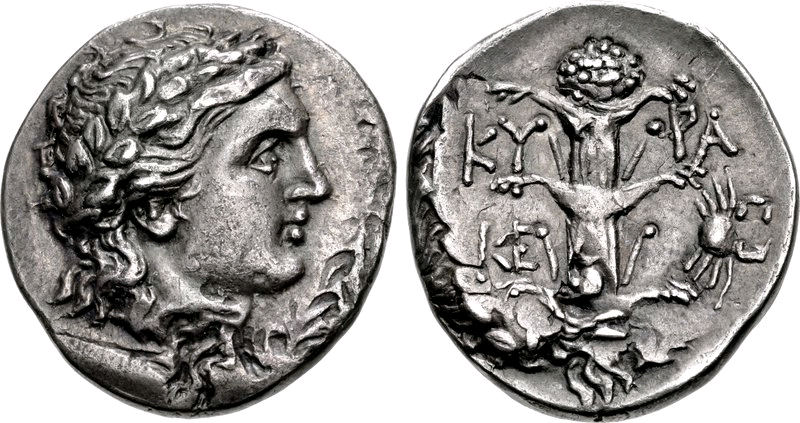
سکه ای از ماگاس سیرنه ج. ۳۰۰–۲۸۲/۷۵ پ.م. فرمانروای یونانی در شهر مستعمره شده سیرنه، نمادهای سیلفیوم و خرچنگ کوچک.

سیلفیوم (انگلیسی: Silphium)، گیاهی ناشناخته است که در اروپای دوران باستان به عنوان چاشنی، عطر، هوس‌افزا و دارو استفاده می‌شده‌است. همچنین در یونان باستان و روم باستان از آن به عنوان یک ضدبارداری استفاده می‌کردند. این گیاه ممکن است اولین ماده ضدبارداری واقعاً مؤثر بوده باشد. سیلفیوم در شهر باستانی سیرنه وجود داشت با ریشه‌های تنومند، برگ‌های پهن و دسته‌هایی از گل‌های کوچک زرد، شیره‌ای معطر تراوش می‌کرد که بسیار خوشمزه و مفید بود، این گیاه به قدری ارزش داشت که که قیمت آن بر اساس وزن با طلا یکسان بود. ارزش سیلفیوم برای اقتصاد سیرنه بسیار اساسی بود و مردم محلی تصویر آن را بر روی پول خود ضرب می‌کردند.

## بررسی اجمالی
افسانه‌ها حاکی از آن است که سیلفیوم برای اولین بار پس از یک باران «سیاه» در سواحل شرقی لیبی بیش از دو و نیم هزاره پیش کشف شد. از آن زمان به بعد، این گیاه ریشه‌های گسترده خود را بیشتر گسترش داد و در دامنه‌های سرسبز و مراتع جنگلی به فراوانی رشد کرد. این منطقه در ابتدا توسط یونانیان مستعمره شد و در سال ۹۶ قبل از میلاد توسط رومی‌ها ضمیمه روم شد و چند دهه بعد شهر سیرنه به دنبال آن قرار گرفت. تقریباً بلافاصله، ذخایر سیلفیوم با سرعت نگران کننده ای شروع به کاهش کرد. در عرض ۱۰۰ سال، به‌طور کلی ناپدید شد. مسئله این است که این گیاه فقط در این منطقه رشد می‌کرده‌است. کل محدوده آن شامل یک نوار باریک از زمین در حدود ۱۲۵ مایل (۲۰۱ کیلومتر) در ۳۵ مایل (۴۰ کیلومتر) بود. هرچه تلاش کردند، نه یونانی‌ها و نه رومی‌ها نتوانستند به‌طور پرورشی آن را رشد دهند. در عوض سیلفیوم از طبیعت جمع‌آوری می‌شد، و اگرچه قوانین سختگیرانه‌ای در مورد میزان برداشت وجود داشت، بازار سیاه پر رونقی وجود داشت.
کاربردهای آن کار بسیار وسیع و زیاد خواهد بود. ساقه‌های ترد آن را بریان می‌کردند، سرخ می‌کردند یا آب‌پز می‌کردند و به عنوان سبزی می‌خوردند. ریشه‌های آن را تازه و آغشته به سرکه می‌خوردند. این ماده نگهدارنده عالی برای عدس بود و هنگامی که به گوسفندان می‌خورد، گوشت آنها به طرز دلپذیری لطیف می‌شد. عطر از شکوفه‌های ظریف آن تهیه می‌شد، در حالی که شیره آن را خشک می‌کردند و به مقدار زیاد روی ظروف از مغز تا فلامینگوی پخته رنده می‌شدند. سپس برنامه‌های برای استفاده در پزشکی وجود داشت. سیلفیوم یک گیاه شگفت‌انگیز واقعی بود، نوشدارویی برای انواع بیماری‌ها، از جمله هموروئید (نویسنده رومی پلینی بزرگ توصیه می‌کند بخورهای مکرر با ریشه توصیه می‌شود) و گاز گرفتن سگ‌های وحشی در نهایت، سیلفیوم در اتاق خواب مورد نیاز بود، جایی که آب آن به عنوان یک ماده هوس‌افزا نوشیده می‌شد یا «برای پاکسازی رحم» استفاده می‌شد. ممکن است این اولین پیشگیری از بارداری مؤثر بوده باشد. تصور می‌شود که دانه‌های قلبی شکل آن دلیلی است که این نماد تا به امروز با رمانتیک مرتبط می‌شود.
رومی‌ها این گیاه را بسیار دوست داشتند، آنها به گیاه محبوب خود در اشعار و ترانه‌ها اشاره کردند و آن را در آثار ادبی بزرگ نوشتند. برای قرن‌ها، پادشاهان محلی این گیاه را در انحصار داشتند که شهر سیرنه در لیبی امروزی را به ثروتمندترین شهر آفریقا تبدیل کرد. قبل از اینکه آن را به رومیان بدهند، ساکنان یونانی حتی تصویر آن را روی پول خود ضرب کردند. ژولیوس سزار تا آنجا پیش رفت که یک کش (۱۵۰۰ پوند یا ۶۸۰ کیلوگرم) را در خزانه رسمی ذخیره کرد. اما امروزه، سیلفیوم ناپدید شده‌است - احتمالاً نه فقط از یک منطقه، احتمالاً از سیاره ما. پلینیوس نوشت که در طول عمر او تنها یک ساقه کشف شد. در حدود سالهای ۵۴ تا ۶۸ بعد از میلاد که به عنوان کنجکاوی آن را چیده و برای امپراتور نرون فرستادند. با وجود تنها با تعداد انگشت شماری از تصاویر تلطیف‌شده و روایت‌های طبیعت‌شناسان باستانی، هویت واقعی گیاه مورد علاقه رومی‌ها یک راز است. برخی فکر می‌کنند که به سمت انقراض سوق داده شده‌است، برخی دیگر که عقیده دارند که هنوز وجود دارد اما شناسایی نمی‌شود و به عنوان یک علف هرز مدیترانه ای به حیات خود ادامه می‌دهد.
مورخ جان ام. ریدل در کتاب خود گیاهان حوا (دانشگاه هاروارد، ۱۹۹۷) دو عامل اصلی را برای انقراض پیشنهاد می‌کند. «یکی تغییر حرفه پزشکی از چیزی که تقریباً هر کسی می‌توانست آن را انجام دهد به حرفه و کار ویژه مردان با آموزش رسمی بود. از آنجایی که استفاده از داروهای گیاهی ضدبارداری احتمالاً در دست زنان بود، خارج از قانون پزشکی مردانه باقی ماند و دهان به دهان منتقل شد و عمدتاً توسط کسانی که دسترسی به پزشکان حرفه‌ای گران‌تر نداشتند، استفاده می‌شد. عامل دوم این بود که از رنسانس به بعد، پزشکان به طب عامیانه بی‌اعتماد بودند و معمولاً با تحقیر و تمسخر با آن رفتار می‌کردند. این نگرش‌های منفی در مورد طب سنتی، چه گیاهی یا غیر آن، در نهایت جامعه غربی را فرا گرفت و از دست رفتن دانش عامیانه در مورد پیشگیری از بارداری گیاهی تقریباً کامل شد.» صرف نظر از اینکه چه اتفاقی افتاد که زنجیره یادگیری استفاده از این گیاه را قطع کرد و چرا، شواهد در یک نکته واضح است - زنان در دوران باستان کنترل قابل توجهی - ظاهراً با دخالت اندک مقامات مذهبی یا سیاسی - بر زندگی باروری خود داشتند.